# Marmota himalayana
Espèce
Statut de conservation UICN

 LC  : Préoccupation mineure
Statut CITES
La Marmotte de l'Himalaya (Marmota himalayana) est une marmotte de la région himalayenne entre 300 et 4500 m. On la trouve notamment au Tibet.

## Systématique
Le nom valide complet (avec auteur) de ce taxon est Marmota himalayana (Hodgson, 1841). L'espèce a été initialement classée dans le genre Arctomys sous le protonyme Arctomys himalayanus Hodgson, 1841.
Marmota himalayana a pour synonymes :
- Arctomys himalayanus Hodgson, 1841
- Marmota bobac Muller

### Liste des sous-espèces
Selon GBIF (10 décembre 2023) :
- Marmota himalayana subsp. himalayana
- Marmota himalayana subsp. robusta (Milne-Edwards, 1872)